# Ringgau–Hainich–Obereichsfeld–Dün–Hainleite
Mit Ringgau–Hainich–Obereichsfeld–Dün–Hainleite bzw. Nordwestliche Randplatten des Thüringer Beckens wird die nordwestliche Muschelkalk-Umrahmung des Thüringer Beckens im Nordwesten Thüringens und im hessischen Werra-Meißner-Kreis bezeichnet. Sie besteht, von Südwest nach Nordost, aus den Höhenzügen Ringgau (bis 515 m), Falkener Platte (bis 478 m), Hainich (bis 494 m), Oberes Eichsfeld (bis 521 m), Dün (bis 522 m) und Hainleite (bis 463 m) sowie den Senken Creuzburger Werradurchbruch und Grundbachtal. Im erweiterten Sinne gehören außerdem die westlichen Zeugenberge Gobert (bis 569 m) nebst trennender Weidenbach-Mackenröder Senke und Wanfrieder Werrahöhen (bis 485 m) nebst Oberem Friedatalgebiet dazu.
Die Zusammenfassung der namentlich bekannten Teillandschaften erfolgte im Handbuch der naturräumlichen Gliederung Deutschlands, wo die Gesamtlandschaft zu einer Haupteinheit der Haupteinheitengruppe Thüringer Becken (mit Randplatten) deklariert wurde. Die Namensgebung folgte dabei dem Bekanntheitsgrad der Einzelnamen, weshalb die bis dato namenlose Falkener Platte nicht im Titel auftaucht, hingegen die eine naturräumliche Einheit bildenden Dün und Hainleite beide aufgeführt sind.

## Lage

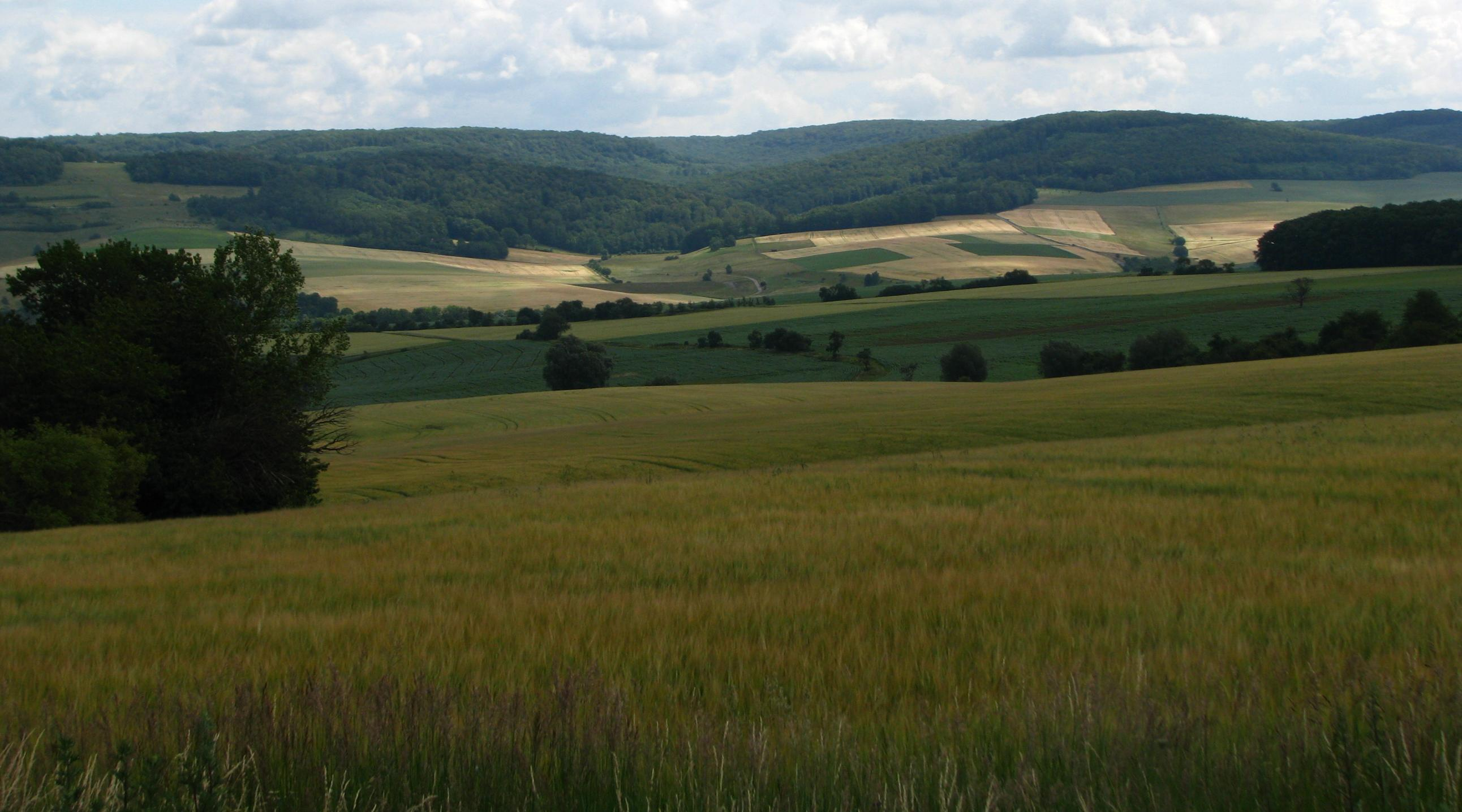
Südwestrand des Hainichs

Die größte Ausdehnung der Haupteinheit beträgt vom Tal der Ulfe bei Breitau im hessischen Werra-Meißner-Kreis bis zur Thüringer Pforte der Unstrut bei Odisleben im thüringischen Kyffhäuserkreis rund 85 Kilometer in Ostnordostrichtung. Dabei werden, neben den beiden erwähnten Landkreisen, auch größere Anteile der thüringischen Landkreise Wartburgkreis, Unstrut-Hainich-Kreis und Eichsfeld. Nur Randanteile liegen im Süden des Landkreises Nordhausen und im äußersten Norden des Landkreises Sömmerda.
Größere Orte in der Nähe der Haupteinheit sind Eisenach in der Nähe des Südrandes sowie Bad Langensalza und Mühlhausen im Westen des Thüringer Beckens. An den Tälern unmittelbar jenseits der steilen Nordflanke liegen Heilbad Heiligenstadt an der Leine und Sondershausen an der Wipper.
Die Werra kreuzt die Haupteinheit bei Creuzburg und nach Norden bis Treffurt. Ins Thüringer Becken fließen die Unstrut bei Dingelstädt, die Helbe nördlich Ebelebens und die Wipper nordwestlich Kindelbrücks.

## Landschaft und Geologie

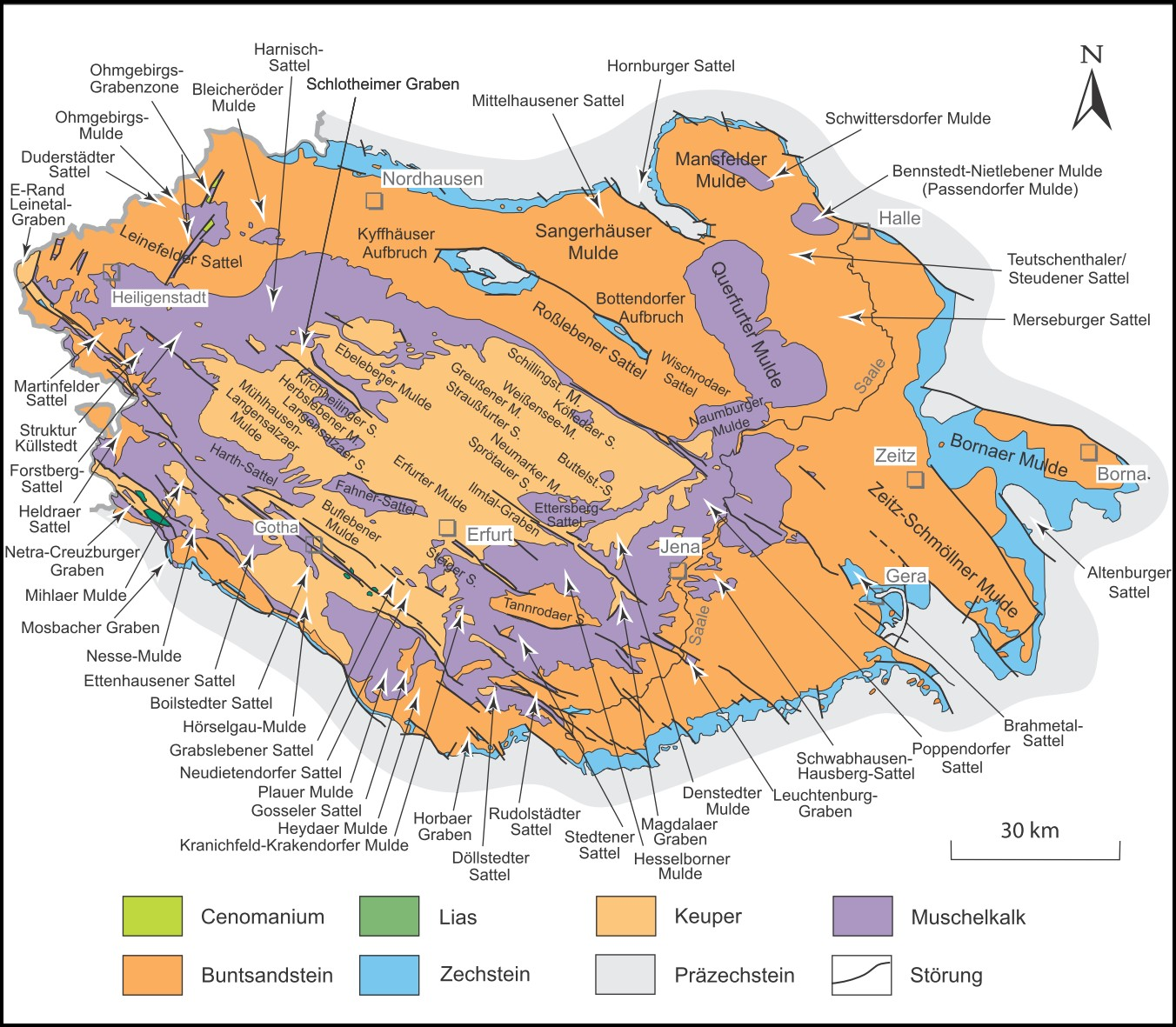
Geologische Struktur des Thüringer Beckens mit den Triasgesteinen Keuper (im Inneren), Muschelkalk (Randplatten) und Buntsandstein (äußere Umrahmung)

Das flachwellige, ackerbaulich ertragreiche Keuper-Hügelland des Thüringer Beckens wird nach Nordwesten von mächtigen Muschelkalk-Höhenzügen umschlossen, die in der Regel vom Beckeninneren her eher allmählich ansteigen, jedoch oft an der Außenkante steil in einer Schichtstufe abfallen.
Besonders deutlich wird dieses in der westlichen Dün, zu der, von der Unstrut bei Dachrieden (ca. 240 m) aus, die Landschaft über 14 km nach Nordwesten auf gut 515 m zum Hockelrain ansteigt (durchschnittlich um 2 % = 1° Steigung), um an dessen Nordhang sehr abrupt innerhalb von gut 300 horizontalen Metern von 500 m auf 400 m abzusinken (durchschnittlich 30 % = 17° Gefälle, stellenweise über 100 % = 45°), bis dann im Buntsandstein das Gelände wieder eher allmählich auf etwa 310 m zur Leine bei Beuren abfällt.
Der absolut gesehen imposantere Schnellabfall nach außen findet sich indes an der am Hohestein 569 m hohen Gobert im Westen, an der Landesgrenze zu Thüringens zu Hessen. Die Weidenbach-Mackenröder Senke trennt diesen Höhenzug geologisch von der eigentlichen nordwestlichen Randplatte des Beckens und isoliert ihn als Zeugenberg, der hier das Rumpfgebirge um 50 Meter überragt. An seiner Westflanke fällt die Landschaft innerhalb von 1,4 Kilometern von der Hörne (ca. 515 m) um 365 Meter bis auf 150 m an der Werra ab (durchschnittlich 26 % = 15° Gefälle).
Die Weidenbach-Mackenröder Senke ist Teil der Eichenberg–Gotha–Saalfelder Störungszone, die auch weiter südöstlich die Muschelkalkplatte als deren wichtigste Störung durchzieht. Südwestlich parallel durchstößt die Werra am Creuzburger Werradurchbruch bei Creuzburg den Muschelkalk, um erst bei Treffurt den Buntsandstein zu erreichen und das sehr vielschichtige Untere Werrabergland einzuleiten. Westlich der Creuzburger Werra dringt der Muschelkalk im Ringgau weit in den Buntsandstein des Fulda-Werra-Berglandes ein.

## Naturräumliche Gliederung
In der folgenden Auflistung der Unter-Naturräume sind solche, die auf Blatt 112 Kassel der Haupteinheit zugerechnet wurden, jedoch im Handbuch selber sowie vom BfN benachbarten Haupteinheiten zugerechnet werden, in Kleindruck gehalten:
- (zu 47/48 Thüringer Becken (mit Randplatten))
  - 483 Ringgau–Hainich–Obereichsfeld–Dün–Hainleite
    - 483.0 Dün und Hainleite[5]
      - Hainleite (bis 522 m)
        - Östliche Hainleite (bis 391 m)
        - Wipperdurchbruch
        - Mittlere Hainleite (bis 442 m)
        - Bebratal
        - Westliche Hainleite (bis 463 m)

      - Helbetal
      - Dün

    - 483.1-3 Oberes Eichsfeld
      - 483.1 Allendorfer Wald
        - 483.10 Gobert (bis 569 m)
        - 483.11 Weidenbach-Mackenröder Senke

      - 483.2 Westliches Obereichsfeld
        - 483.20 Kalteneberer Stufenrandbereich
          - Nordwestliches Oberes Eichsfeld an der Werra-Leine-Wasserscheide (am Höheberg 520,6 m; mit Heiligenstädter Stadtwald)
          - Westerwald (bis 504 m)
          - Südwesthänge zwischen Effelder und Struth (am Rode bis 498 m)

        - 483.21 Oberes Friedatalgebiet (an der Nahtstelle zum Hainich bis 472,6 m)
        - 483.22 Wanfrieder Werrahöhen (bis 485 m)

      - 483.3 Östliches Obereichsfeld (bis 520,4 m)

    - 483.5 Hainich
      - 483.50 Hoher Hainich (bis 494 m)
      - 483.51 Grundbachtal
      - 483.52 Falkener Platte (bis 478 m)

    - 483.4 Ringgau
      - 483.40 Südliche Ringgauvorberge
      - 483.41 Südlicher Ringgau
      - 483.42 Netra-Ifta-Talung
      - 483.43 Nördlicher Ringgau
      -  (483.44–47 Südöstliche Fortsetzung des Ringgau)
        - 483.44 Creuzburger Werradurchbruch
          - 483.440 [beckenförmige Talweitung zwischen Hörschel und Creuzburg]
          - 483.441 [Engtalstrecke zwischen Creuzburg und Treffurt]

        -  483.45–47 Creuzburg–Eisenacher Graben
          -  483.45 Stedtfelder Platte 
          -  483.46 Creuzburg-Eisenacher Senke
          -  483.47 Mihlaer Hochfläche

### Hainich–Dün–Hainleite
Die Thüringer Landesanstalt für Umwelt und Geologie (TLUG) verfügt über ein etwas gröberes, nur landesweit einteilendes naturräumliches System, innerhalb dessen die Einheit Hainich–Dün–Hainleite komplett in der hiesigen Einheit liegt und in der Hauptsache deren Hauptkamm an der Elbe-Weser-Wasserscheide einnimmt. Dieses sind die folgenden vier bzw. fünf Landschaftsteile:
- Hainich
- Östliches Obereichsfeld
- Heiligenstädter Stadtwald (Teil des Westlichen Obereichsfeldes)
- Dün
- Hainleite

Alle anderen Landschaftsteile von Ringgau–Hainich–Obereichsfeld–Dün–Hainleite rechnet TLUG der westlich benachbarten Einheit Werrabergland–Hörselberge zu.

## Berge
Der Hauptkamm der Einheit liegt auf der Elbe-Weser-Wasserscheide und ganz in der Untereinheit #Hainich–Dün–Hainleite nach TLUG. Im Oberen Eichsfeld zweigt von diesem ein Nebenkamm in Richtung Nordwesten ab, der der Werra-Leine-Wasserscheide folgt. Abgetrennt hiervon sind die Falkener Platte als orographisch geschlossener Höhenzug und der Ringgau, der aus zwei solchen besteht.

### Hauptkamm
Folgende Berge folgen am Hauptkamm der Einheit von Süden nach Norden bzw. Nordosten aufeinander (Nebenkamm und abzweigende Rücken sind untergeordnet; vor der Höhe die Zuordnung zu Hainich, Östlichem Obereichsfeld, Westlichem Obereichsfeld, Dün und Hainleite):
- Alter Berg (H; 494 m, südwestlich jenseits der Wasserscheide)
- Hardt (H; 451 m)
- Winterstein (H; 468 m)
- Sommerstein (H; 474 m am Gipfel nordöstlich des namentlichen Sommersteins) – knapp westlich der Wasserscheide
- Semberg (H; 465 m)
- Hohes Rode (H; 493 m) – nordöstlich der Wasserscheide
  - Rode (W; 498 m) – leicht westlich der Kammlinie, jedoch an der Wasserscheide
    - Schlegelsberg (W; 461 m) – Westausläufer
- Rain (Ö; 517 m)
  - Kälberberg (Ö; 477 m) – Westausläufer
  - Uhlenstein (W; 464,7 m) – Westausläufer
- Madeberg (Ö; 498 m)
  - Westerwald mit Amtklafter (W; 504 m) – Westausläufer
    - Schimberg (457 m) – Westausläufer, Westerwald
- NN (Ö; 520 m)
  - Nordwestlicher Nebenkamm (komplett im Westlichen Obereichsfeld)
    - Warteberg (516 m) – knapp nördlich der Werra-Leine-Wasserscheide
      - Heiligenstädter Stadtwald (bis 468 m) – Nordausläufer
        - Iberg (453 m) – Nordausläufer

    - Ebersberg (494 m)
    - Höheberg (521 m) – knapp südlich der Wasserscheide
      - Lengenberg mit dem Lichtenbühl (462 m) – Nordausläufer

    - Röhrsberg (468 m)
      - Röhringsberg (487 m) – Nordausläufer

    - Ochsenberg (458 m) – auf der Kammverlängerung, jedoch bereits nördlich der Wasserscheide
    - Heuberg (369 m) – auf der Verlängerung der Kammlinie, jedoch orographisch bereits abgetrennt
- Heiligenberg (D; 494 m)
- Hockelrain (D; 515 m) – ab hier verlässt der Kamm die Elbe-Weser-Wasserscheide
- NN (D; 522 m) – höchster Gipfel des Dün
- Wettenburg (H; 463 m) – höchster Gipfel der Hainleite
- Wolfshof (H; 442 m)
- Kuhberg (H; 406 m) – Westflanke des Wipperdurchbruchs
- NN (H; 391 m) – zwischen Wipperdurchbruch und Thüringer Pforte

### Höchste Berge der Einzellandschaften
Die höchsten Erhebungen der naturräumlich oder orographisch abgegrenzten Unterlandschaften sind (Muschelkalk-Landschaften, die auf Blatt Kassel hinzu gerechnet sind, in der Regel aber benachbarten Haupteinheiten zugeordnet werden, in Kleindruck):
- Hohestein (569,0 m) – Gobert
- NN (522,3 m) – Dün; Kuppe im Keulaer Wald
- Höheberg (520,6 m) – Westliches Obereichsfeld
- NN (520,4 m) – Östliches Obereichsfeld; im Norden der Gemarkung Wachstedts
- Amtklafter (504,0 m) – Westerwald; südwestlich Wachstedts
- Rabenkuppe (514,8 m) – Nördlicher Ringgau
- Boyneburg (513,0 m) – Südlicher Ringgau
- Alter Berg (493,9 m) – (Hoher) Hainich
- Keudelskuppe (484,7 m) – Wanfrieder Werrahöhen, etwa 2 km westlich der Ortschaft Hildebrandshausen
- Dörnerberg (478,1 m) – Falkener Platte, etwa 4 km westlich des Hauptkamms der Untereinheit Hainich–Dün–Hainleite und südlich der Gemarkung Diedorf
- Wettenburg (463,2 m) – (westliche) Hainleite; Kuppe südwestlich Straußbergs
- Wolfshof (H; 441,6 m) – mittlere Hainleite zwischen dem Einschnitt der Bebra bei Sondershausen und dem Wipperdurchbruch
- NN (H; 390,6 m) – östliche Hainleite zwischen Wipperdurchbruch und Thüringer Pforte
- Hohleite (385,8 m) – Creuzburg–Eisenacher Graben